# Pofi
Pofi est une commune italienne de la province de Frosinone, dans la région Latium.

## Administration
| Période                                  | Période | Identité | Étiquette | Qualité |
| ---------------------------------------- | ------- | -------- | --------- | ------- |
|                                          |         |          |           |         |
| Les données manquantes sont à compléter. |         |          |           |         |

### Communes limitrophes
Arnara, Castro dei Volsci, Ceccano, Ceprano, Ripi

### Personnalités
- Antoine Baldinucci
- Maria Minna